# Stemmiulus pictus
Stemmiulus pictus är en mångfotingart som först beskrevs av Filippo Silvestri 1897.  Stemmiulus pictus ingår i släktet Stemmiulus och familjen Stemmiulidae. Inga underarter finns listade i Catalogue of Life.